# Doryrhamphus japonicus
Doryrhamphus japonicus är en fiskart som beskrevs av Chuichi Araga och Yoshino 1975. Doryrhamphus japonicus ingår i släktet Doryrhamphus och familjen kantnålsfiskar. Inga underarter finns listade i Catalogue of Life.